# Open de Suède Vårgårda 2016
De elfde editie van de Zweedse wielerwedstrijd Open de Suède Vårgårda werd gehouden op 19 en 21 augustus 2016 in en rond de stad Vårgårda. Zowel de wegwedstrijd als de ploegentijdrit maakten deel uit van de UCI Women's World Tour 2016 in de wedstrijdcategorie 1.WWT. De Zweedse Emilia Fahlin won de wegrit vanuit een kopgroep en het Nederlandse Boels Dolmans won de ploegentijdrit (Team Time Trial).

## Deelnemende ploegen
| UCI-teams                  | UCI-teams                     | Nationale selectie |
| -------------------------- | ----------------------------- | ------------------ |
| Alé Cipollini              | Drops Cycling Team (geen TTT) | Finland            |
| BePink                     | Hitec Products                | Noorwegen          |
| Team BMS BIRN              | Lensworld.eu - Zannata        | Zweden (geen TTT)  |
| Boels Dolmans Cycling Team | Liv-Plantur                   |                    |
| BTC City Ljubljana         | Orica-AIS (geen TTT)          |                    |
| Canyon-SRAM                | Parkhotel Valkenburg          |                    |
| Cervélo-Bigla              | Rabo-Liv                      |                    |
| Cylance Pro Cycling        | Wiggle High5                  |                    |

## Uitslag

### Wegwedstrijd
| Wegwedstrijd |                           |                        |          |
| Plaats       | Naam                      | Ploeg                  | Tijd     |
| Winnaar      | Emilia Fahlin             | Alé Cipollini          | 3u35'31" |
| 2            | Lotta Lepistö             | Cervélo-Bigla          | z.t.     |
| 3            | Chantal Blaak             | Boels Dolmans          | z.t.     |
| 4            | Amy Pieters               | Wiggle High5           | z.t.     |
| 5            | Maria Giulia Confalonieri | Lensworld.eu - Zannata | + 2"     |
| 6            | Hannah Barnes             | Canyon-SRAM            | + 3"     |
| 7            | Amanda Spratt             | Orica-AIS              | z.t.     |
| 8            | Julia Soek                | Liv-Plantur            | + 4"     |
| 9            | Shara Gillow              | Rabo-Liv               | + 6"     |
| 10           | Roxane Knetemann          | Rabo-Liv               | + 13"    |

### Ploegentijdrit
| Ploegentijdrit | |                      |         |
| Plaats         | Naam                                                                                                | Ploeg                | Tijd    |
| Winnaar        | Chantal Blaak Evelyn Stevens Karol-Ann Canuel Katarzyna Pawłowska Ellen van Dijk Lizzie Armitstead  | Boels Dolmans        | 51'43"  |
| 2              | Ashleigh Moolman-Pasio Lotta Lepistö Joëlle Numainville Stephanie Pohl Lisa Klein Nicole Hanselmann | Cervélo-Bigla        | + 36"   |
| 3              | Anna van der Breggen Shara Gillow Marianne Vos Roxane Knetemann Anouska Koster Moniek Tenniglo      | Rabo-Liv             | + 1'16" |
| 4              | -                                                                                                   | Canyon-SRAM          | + 1'41" |
| 5              | -                                                                                                   | Wiggle High5         | + 1'44" |
| 6              | -                                                                                                   | BTC City Ljubljana   | + 2'34" |
| 7              | -                                                                                                   | BePink               | + 2'39" |
| 8              | -                                                                                                   | Cylance              | + 2'56" |
| 9              | -                                                                                                   | Liv-Plantur          | + 3'07" |
| 10             | -                                                                                                   | Parkhotel Valkenburg | + 3'21" |

2006 · 
2007 · 
2008 · 
2009 ·
2010 ·
2011 ·
2012 ·
2013 · 
2014 · 
2015 · 
2016 · 
2017 · 
2018 · 
2019 · 
2020 · 
2021 · 
2022
 Strade Bianche ·
 Ronde van Drenthe ·
 Trofeo Alfredo Binda-Comune di Cittiglio ·
 Gent-Wevelgem ·
 Ronde van Vlaanderen ·
 Waalse Pijl ·
 Ronde van Chongming ·
 Ronde van Californië ·
 Philadelphia International Cycling Classic ·
 The Women's Tour ·
 Ronde van Italië voor vrouwen ·
 La Course by Le Tour de France ·
 RideLondon Classic ·
 Open de Suède Vårgårda ·
 Bretagne Classic ·
 La Madrid Challenge by La Vuelta